# Catasticta nimbata
Catasticta nimbata är en fjärilsart som beskrevs av James John Joicey och Talbot 1918. Catasticta nimbata ingår i släktet Catasticta och familjen vitfjärilar. Inga underarter finns listade i Catalogue of Life.